# Can Llepart
Can Llepart és una casa habilitada com a galeria d'art d'Amer (Selva) inclosa a l'Inventari del Patrimoni Arquitectònic de Catalunya.

## Descripció
Edifici cantoner format per dues parts, la que dona al carrer Abat Vilafreser, de tres plantes, i la que dona a la Plaça de la Pietat, de quatre.
La construcció està coberta a quatre vessants, però la part que dona al carrer Abat Vilafreser és d'un vessant a façana. La casa està arrebossada i pintada de color blanc, a excepció de les obertures, emmarcades de pedra picada, o de rajola, i la cadena cantonera, de pedra vista.
La façana que dona al carrer Abat Vilafreser consta de dos portals emmarcats de pedra a la planta baixa, amb llindes monolítiques. Al primer pis hi ha una finestra recuperada de l'edificació original. Està emmarcada de pedra i té una llinda monolítica de pedra sorrenca que conté la inscripció: JOSEPH + CLUSEHS 1758
A la segona planta hi ha també una finestra emmarcada de pedra sobre l'anterior. El ràfec de la cornisa està format per tres fileres, dues de rajola i una de teula.
La façana que dona a la plaça de la Pietat consta, a la planta baixa, d'un local comercial, amb dues obertures rectangulars i un portal de mig punt adovellat amb pedra de talla recent. Les finestres tenen com a llinda tres blocs de pedra amb forma d'arc rebaixat.
El primer pis consta de cinc finestres i una finestra balconera amb la barana no emergent, totes emmarcades de pedra.
El segon pis consta de tres finestres emmarcades de pedra i d'un balcó corregut amb dues obertures i fet de fusta. La barana, de dos trams, és de barrots prismàtics de fusta i està sostinguda per set mènsules de fusta o caps de biga amb motllura als extrems. Sobre el balcó de fusta hi ha una cornisa emergent de fusta sostinguda amb 10 mènsules o bigues de fusta, també motllurades als extrems. Al costat del balcó de fusta, destaca la cadena cantonera de pedra vista.
El tercer pis consta de quatre finestres balconeres de mig punt emmarcades de rajola i amb barana no emergent de ferro.

## Història
Antiga casa originària del segle xvii (1758) amb reformes menors durant els segles XIX i XX. A principis del segle XXI s'hi han fet reformes interiors i exteriors per adaptar-la com a habitatge i com a galeria d'art amb el nom de Pedreguet Art durant uns anys.
Malgrat conservar el balcó original i l'estructura, des de 1985, la casa ha sofert unes reformes importants en els últims anys.
El barri de Pedreguet va edificar-se i prengué la fisonomia actual sobretot durant el segle xviii.